# Kudurru

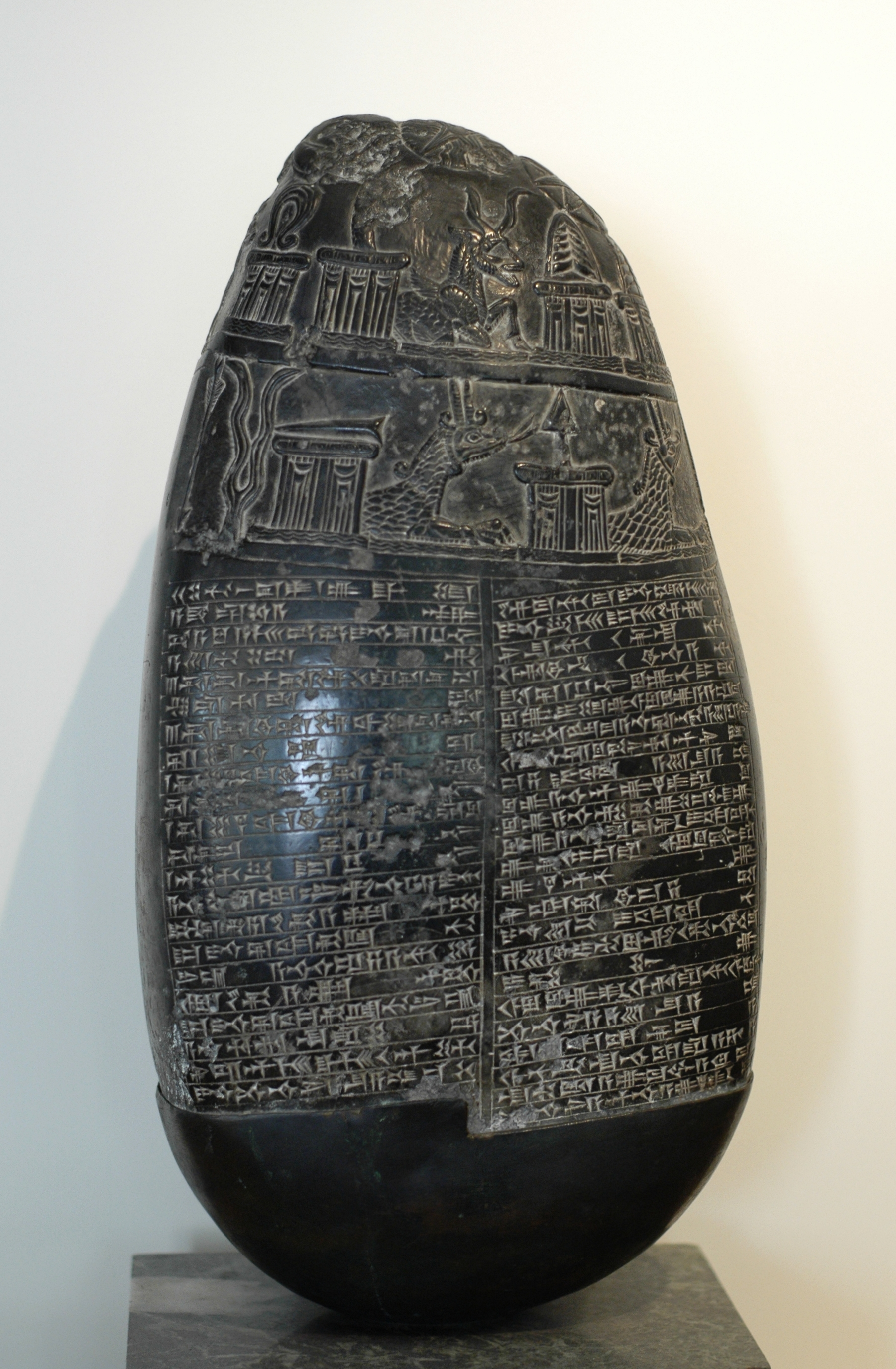
Michaux által kiásott kudurru

Mezopotámia kassú (kasszita) kori művészetének sajátos szobrászati műfaja, tulajdonképp határkő, birtokadományozási okirat. 30 cm – 1 m magasságú, ovális vagy négyszögletes alapú, mindig kúpban végződő sztélék. Egyik oldalukon felirat, a másikon a jogügylet érvényét mágikus erővel biztosítani hivatott többsávos ábrázolás. Antropomorf istenábrázolás helyett keveréklényeket (skorpiótestű, lólábú emberek), az istenek attribútum-állatait, teljesen absztrakt jelvényeket láthatunk, melyek ekkor jelentek meg először a mezopotámiai művészet történetében. Néhány kudurru csak egy alakot ábrázol, rendszerint királyt vagy vezért díszöltözékben.